# Scooby-Doo y el fantasma de la bruja
Scooby-Doo y el fantasma de la bruja (en inglés, Scooby-Doo! and the Witch's Ghost) es una película de comedia de terror sobrenatural animada directa a video de 1999, y la segunda de las películas directas a video basada en las caricaturas de la mañana del sábado Scooby-Doo de Hanna-Barbera. Fue lanzado el 5 de octubre de 1999 y fue producido por Hanna-Barbera Cartoons.
La trama involucra a Misterio a la Orden viajando a una ciudad de Nueva Inglaterra llamada Oakhaven después de ser invitado por el escritor de terror Ben Ravencroft. Al igual que una serie de películas animadas de Scooby-Doo directo a vídeo lanzadas a fines de la década de 1990 y principios de la de 2000, El Fantasma de la Bruja se considera una de las películas más oscuras de la franquicia, ya que presenta elementos sobrenaturales reales en lugar de los fabricados tradicionalmente con los que se asocia la franquicia, lo que le da a la película un tono más sombrío. La película se ha adaptado a un libro.
Es la segunda de las primeras cuatro películas de Scooby Doo directo a video animadas en el extranjero por el estudio de animación japonés Mook Animation. La película marca la primera vez que el actor de voz y personalidad de la radio Scott Innes dio voz a Shaggy, ya que Billy West (quien dio voz a Shaggy en Scooby-Doo en la isla de los zombis) necesitaba tiempo para su trabajo de voz en Futurama.

## Argumento
Después de que Ben Ravencroft, un famoso escritor de terror del que Vilma es una gran admiradora, la ayuda a ella y a la Pandilla del Misterio a resolver un caso en un museo, los invita a su ciudad natal, Oakhaven, Massachusetts. Cuando llegan, encuentran la ciudad convertida en una atracción turística por el alcalde Corey, con réplicas del siglo XVII y atracciones basadas en el supuesto fantasma de Sarah Ravencroft, una antepasada de Ben que fue perseguido como brujo y ejecutado por los habitantes puritanos en 1657. Ben niega esto, alegando que Sarah era una Wicca que usaba hierbas para curar a la gente y revela que durante años ha estado buscando el diario médico de Sarah para demostrar su inocencia.
Scooby-Doo y Shaggy son perseguidos por una bruja y se encuentran con Ben y la pandilla. Encuentran ramas de árboles rotas en la escena y se sienten atraídas por una banda de rock gótico totalmente femenina, Las Hechiceras, dirigida por Sally "Espina" McKnight. Entonces, la pandilla decide separarse; Fred y Daphne se quedan para ver a las Hechiceras, Vilma y Ben van a explorar un viejo granero, y Shaggy y Scooby siguen al alcalde. Fred y Daphne ven a Espina realizando una especie de ritual y están convencidos de que las Hechiceras son brujas. Vilma y Ben encuentran un camión recolector de cerezas en el granero. Scooby y Shaggy siguen a Corey, hasta que se encuentran con la bruja y huyen hacia la pandilla.
La pandilla, las Hechiceras y Ben se encuentran en el bosque. La bruja aparece y la persigue, pero Vilma la captura. Se revela que la bruja es el Señor McKnight, el padre de Espina. Vilma localiza el camión y explica que el brazo del camión hizo que la bruja pareciera volar, con la gente del pueblo involucrada conjuntamente. Ben regaña a todos los involucrados por explotar el buen nombre de Sarah. De vuelta en la casa de Ben, Fred y Daphne se disculpan con las Hechiceras, después de lo cual Espina explica que el "ritual" era para calmar sus cuerdas vocales y que ella en realidad es descendiente de Wiccans. Corey y el Señor McKnight llegan para disculparse con Ben por usar a su antepasada en su truco publicitario, explicando que la bruja iba a impulsar la economía turística fallida de la ciudad y que encontraron la inspiración desenterrando el marcador de cabeza para la tumba de Sarah; manteniéndolo en secreto para evitar molestarlo. Luego se revela que una hebilla de zapato que Scooby encontró antes era en realidad del diario de Sarah.
Todos van a la ubicación de la hebilla, donde Scooby descubre el libro enterrado, que en realidad es un libro de hechizos. Ben revela que Sarah era de hecho una bruja, que ejerció su brujería contra la gente del pueblo antes de que los wiccanos usaran sus poderes basados en la naturaleza para encerrarla dentro de su propio libro de hechizos y su decisión, por lo tanto, lo convierte en un brujo, creó el misterio en el museo y diseñó los encuentros con la pandilla, sabiendo que podrían llevarlo al libro. Después de quitárselo a Ben, la pandilla intenta huir en la Máquina del Misterio, pero Ben la vuelve inútil al dañar sus neumáticos con sus nuevos poderes. Ben recupera el libro y finalmente llama a Sarah. Sin embargo, pronto descubre que ella no le tiene lealtad y sus ambiciones son destruir el mundo para vengar su encarcelamiento, en lugar de gobernarlo junto a él.
Desilusionado, Ben intenta volver a encarcelar a Sarah, pero ella le dice que solo un Wiccan puede derrotarla y encarcela a Ben en una esfera mágica. La pandilla intenta conseguir el libro mientras Sarah convierte calabazas y árboles en monstruos y altera el tamaño de un pavo para detenerlos. Daphne y Vilma liberan a las Hechiceras y esta última convence a Espina de usar su poder wiccano heredado para leer el hechizo para reencarcelar a Sarah. El plan funciona, pero justo cuando es absorbida por el libro y los monstruos que creó, excepto el pavo, vuelven a la normalidad, Sarah atrae a Ben también; quedando los dos encarcelados. Una rama en llamas cae sobre el libro y lo incinera, asegurando que los Ravencroft nunca puedan regresar. La pandilla y la gente del pueblo celebran su liberación con un concierto de las Hechiceras con la pandilla y el pavo todavía gigante uniéndose a la actuación.

## Reparto
| Personaje             | Actor de voz Estados Unidos | Actor de doblaje · Hispanoamérica ( México) | Actor de voz · España ( España) |
| --------------------- | --------------------------- | ------------------------------------------- | ------------------------------- |
| Scooby-Doo            | Scott Innes                 | Francisco Colmenero                         | David García Vázquez            |
| Shaggy Rogers         | Scott Innes                 | Arturo Mercado                              | Juan Logar Jr.                  |
| Fred Jones            | Frank Welker                | Ricardo Tejedo                              | Luis Manuel Martín Díaz         |
| Daphne Blake          | Mary Kay Bergman            | Ilia Gil                                    | Conchi López                    |
| Vilma Dinkley         | B. J. Ward                  | Irene Jiménez                               | Carolina Montijano              |
| Ben Ravencroft        | Tim Curry                   | Luis Alfonso Padilla                        | Héctor Cantolla                 |
| Alcalde Corey         | Neil Ross                   | Víctor Hugo Aguilar                         | Josema Yuste                    |
| Sally Espina McKnight | Jennifer Hale               | Alejandra de la Rosa                        | Matilde Conesa                  |
| Niebla                | Jane Wiedlin                | Isabel Martiñón                             | Andrea Rius                     |
| Luna                  | Kimberly Brooks             | Sarah Souza                                 | Gemma Ibáñez                    |
| Sara Ravencroft       | Tress MacNeille             | Joanna Brito                                | Gloria Cámara                   |
| Señor McKnight        | Peter Renaday               | Ernesto Casillas                            | Luis Marín                      |
| Jack                  | Bob Joles                   | Armando Réndiz                              | Joaquin Díaz                    |
| Insertos              | N/D                         | Víctor Hugo Aguilar                         |                                 |
| Dirección de doblaje  | Kris Zimmerman              | Víctor Hugo Aguilar                         |                                 |
| Estudio de doblaje    | Warner Bros. Studios        | Suite Synic                                 |                                 |

## Personajes
- Scott Innes como Scooby-Doo y Shaggy Rogers
- Frank Welker como Fred Jones
- Mary Kay Bergman como Daphne Blake
- B.J. Ward como Vilma Dinkley
- Tim Curry como Ben Ravencroft
- Jennifer Hale como Sally "Espina" McKnight
- Neil Ross como el Alcalde Corey y voz de exhibición
- Jane Wiedlin como Niebla
- Bob Joles como Jack
- Kimberly Brooks como Luna
- Tress MacNeille como Sarah Ravencroft
- Peter Renaday como el Señor McKnight
- Jamie Alcroft como el Doctor Dean
- Rodger Bumpass como Perkins
- Mike Pollock como las momias babilónicas
- Dee Bradley Baker como los efectos vocales del pavo gigante 
  - Bill Fagerbakke como la voz hablante del pavo gigante
- Buster Jones como Turista #1
- Debi Derryberry como Turista #2
- Jill Talley como Mujer Peregrina

## Producción
Después del éxito de Scooby-Doo en la Isla de los Zombis, que recibió mejores ventas de lo que Warner Bros. había esperado, el equipo tuvo la tarea de crear una segunda película de Scooby-Doo directo a video. Su predecesor se consideró un experimento único y, como tal, el equipo que lo produjo trabajó con poca supervisión de los ejecutivos. Para El Fantasma de la Bruja, esta libertad creativa se redujo considerablemente. Warner Bros. sugirió a los guionistas Rick Copp y David A. Goodman, lo que insultó al equipo que había producido la primera película con total autonomía. Además, el estudio solicitó a los realizadores que "bajaran el tono" de su contenido, ya que temían que La Isla de los Zombis hubiera resultado demasiado aterradora para su público objetivo.
El guion de Copp y Goodman concluyó con la revelación de que la gente del pueblo estaba usando a la bruja como truco publicitario. El equipo original encontró esto insatisfactorio y Glenn Leopold reescribió el último tercio de la película, presentando el concepto de que el fantasma es real.

## Banda sonora
El 14 de septiembre de 1999, la banda sonora fue lanzada en CD y casete de audio, con canciones de Las Hechiceras y Billy Ray Cyrus interpretando "Scooby-Doo, Where Are You!".

### Listado de pistas
| N.º | Título                                         | Artista(s) de grabación   | Duración |  |
| 1.  | «Scooby-Doo Where Are You?»                    | Billy Ray Cyrus           | 1:02     |  |
| 2.  | «Hex Girl»                                     | Las Hechiceras            | 1:43     |  |
| 3.  | «Earth, Wind, Fire and Air»                    | Las Hechiceras            | 1:55     |  |
| 4.  | «The Witch's Ghost»                            | Las Hechiceras            | 3:10     |  |
| 5.  | «It's a Mystery»                               | Las Hechiceras            | 3:08     |  |
| 6.  | «Scooby Snacks»                                | Las Hechiceras            | 3:19     |  |
| 7.  | «Zoinks!»                                      | Las Hechiceras            | 3:10     |  |
| 8.  | «Those Meddlin' Kids»                          | Las Hechiceras            | 3:17     |  |
| 9.  | «Ghost Story»                                  | Louis Febre               | 3:13     |  |
| 10. | «The Ghost Is Here»                            | Joe Pizzulo, Gary Falcone | 2:21     |  |
| 11. | «Terror Time»                                  | Joe Pizzulo, Gary Falcone | 2:55     |  |
| 12. | «Scooby-Doo Where Are You?» (Instrumental Mix) | David Mook, Ben Raleigh   | 2:43     |  |

## Recepción
A pesar de la falta de consenso crítico, la película obtuvo un 50% de mala calidad en Rotten Tomatoes, así como críticas mixtas a negativas de los críticos. Sin embargo, a la inversa, la película fue bien recibida por el público. David Parkinson de Radio Times, le dio a la película un dos de cinco estrellas, diciendo: "Esta caricatura de larga duración con los detectives adolescentes cazadores de fantasmas es una especie de bolsa mixta".

### Premios y nominaciones
| Año  | Premio        | Categoría                                       | Resultado | Referencia |
| ---- | ------------- | ----------------------------------------------- | --------- | ---------- |
| 2000 | Premios Annie | Excelente Producción de Vídeos Caseros Animados | Nominada  | [ 6 ]      |